# Bandera de Kenya
La bandera de Kenya va ser adoptada el 12 de desembre del 1963.
Aquesta bandera es basa en la de la Unió Nacional Africana de Kenya. El negre representa la població indígena i el verd la terra fèrtil del país. El roig representa la lluita per la llibertat. El blanc, afegit posteriorment, representa la pau i la unitat. L'escut tradicional massai amb les llances és una referència als costums tradicionals del país.

## Colors
Els colors de la bandera s'especifiquen a la Constitució segons l'estàndard britànic 2660.
| Colors  | HEX     | RGB           | CMYK           | British Standard             | Sample |
| ------- | ------- | ------------- | -------------- | ---------------------------- | ------ |
| Negre   | #000000 | 0, 0, 0       | 0, 0, 0, 100   | 0-E-53 (Black)               |        |
| Vermell | #922529 | 146, 37, 41   | 0, 75, 72, 43  | 2660-0006 (Post-Office Red)  |        |
| Verd    | #008C51 | 0, 140, 81    | 100, 0, 42, 45 | 2660-0010 (Paris/Vir. Green) |        |
| Blanc   | #FFFFFF | 255, 255, 255 | 0, 0, 0, 0     | 0-E-55 (White)               |        |